# Bernart de Ventadorn

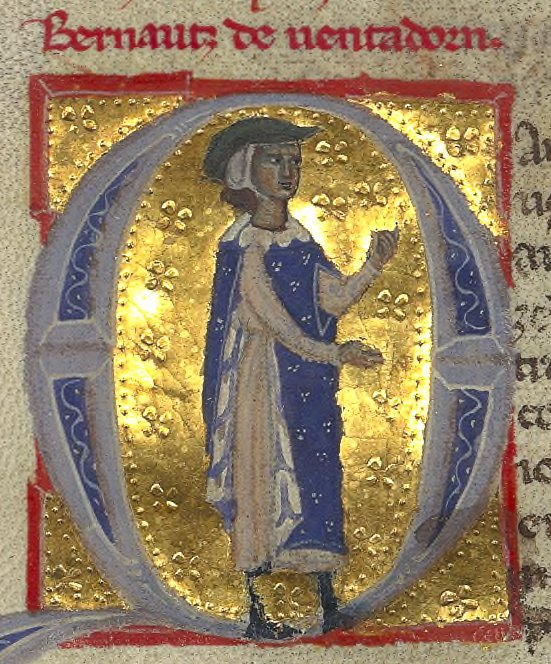
Berna(u)tz de VentadornAutorenbild in der historisierten Initialen „Q“. Chansonnier provençal „K“ aus dem 13. Jhd. BnF ms. 12473, fol. 15v.
Diese verzierte Majuskel „Q“ ist der Anfangsbuchstabe des ersten Verses der canso «Q-uan vei la flor, l'erba vert e la folha» (BdT 70,42).

Bernart de Ventadorn (altokzitanisch Bernatz de Ventadorn, französisch Bernard de Ventadour; * um 1125; † um 1200) war einer der berühmtesten Trobadors. Er lebte in der Region Limousin, im heutigen Département Corrèze. Die namengebende Burg, le château de Ventadour (Corrèze), gehört zur Gemeinde Moustier-Ventadour.
Dem altprovenzalischen Minnesänger, dem „chantador“ Bernart, sind einige der schönsten trobadoresken Liebeslieder zu verdanken, zum Beispiel das Lerchenlied, die „canso“ «Quan vei l'alauzeta mover» (Wenn ich sehe, wie die Lerche [ihre Flügel] bewegt). Bernhard von Ventadorn ist ein Hauptvertreter der Stilrichtung des trobar leu (tɾuˈbaɾ lɛw), welche auf Allgemeinverständlichkeit abzielt, im Gegensatz zum trobar clus (tɾuˈbaɾ klys), dem hermetischen, dunklen, sich an eine Elite wendenden Dichtens (Hauptvertreter: Marcabru).

## Leben

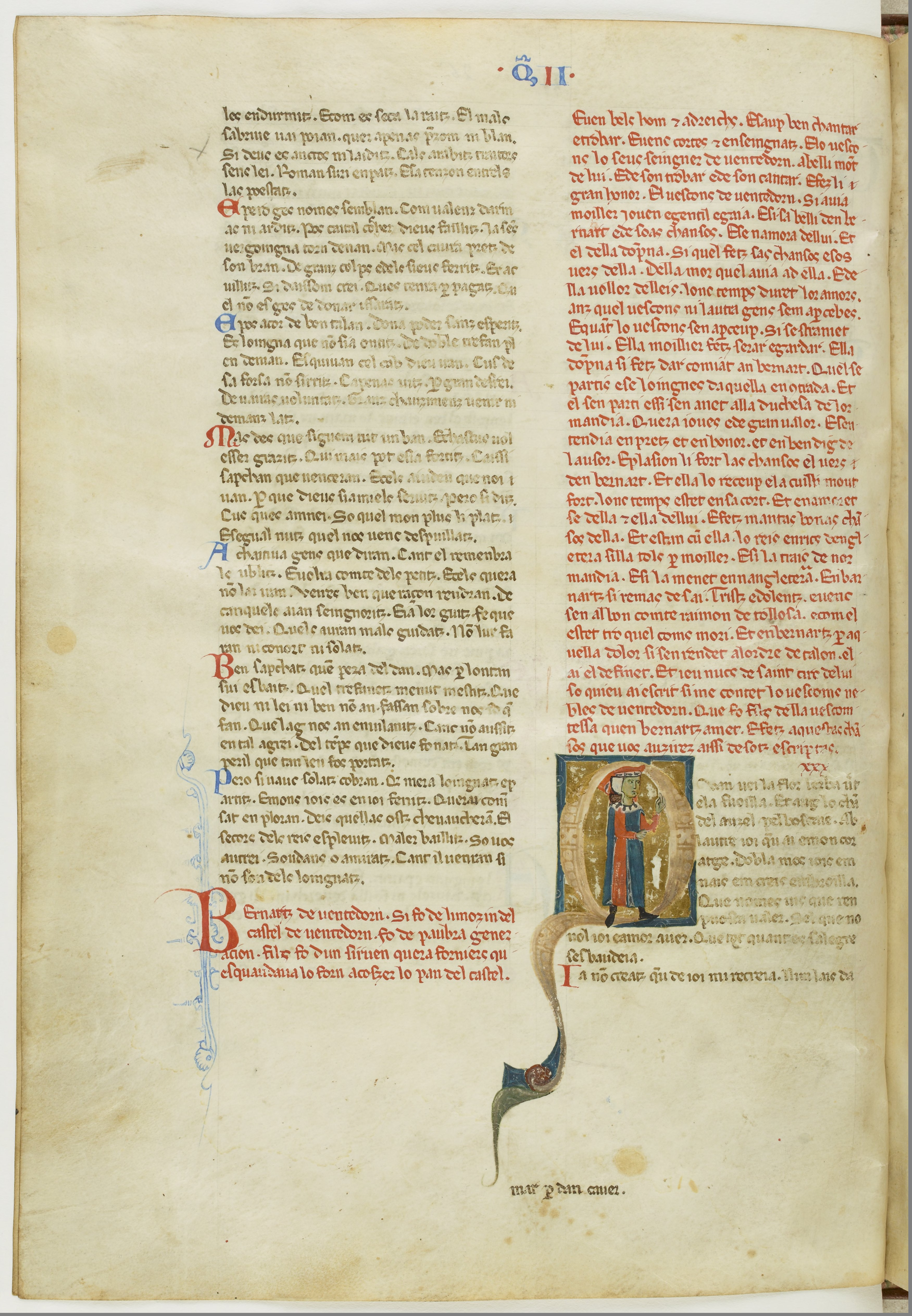
Dieses Folium der Handschrift „I“: «Recueil des poésies des troubadours, contenant leurs vies», 13. Jhd., BnF ms.854, fol. 26v, überliefert in roten Schriftzügen die „VIDA“ Uc de Saint Circs, eine wichtige Quelle über das Leben Bernart de Ventadorns.

Nur zwei Quellen geben spärliche Auskunft über das Leben Bernarts, zum einen die altprovenzalische, dichterisch-legendäre Lebensbeschreibung, die Vida, des Trobadors Uc de Saint Circ (BdT 457), und zum andern die 4. Strophe des Schmähgedichts (Sirventes) Chantarai d’aquest trobadors (ich werde über jene Trobadore singen) des Troubadours Peire d’Alvernhe (BdT 323, 11).
Nach der altokzitanischen Vida des Trobadors Uc de Saint Circ aus dem 13. Jhd. war Bernart de Ventadorn nicht adeliger Abstammung:

„Bernartz de Ventadorn si fo de Limosin, del Castel de Ventadorn. Hom fo de pobra generacion, fils d'un sirven qu'era forniers, qu'esquadavaqu lo forn a coscer lo pan del castel.“

„Bernart de Ventadorn stammte aus dem Limousin, aus der Burg Ventadour. Er war ein Mann armer Leute, Sohn eines Dieners, eines Ofenheizers, welcher den Backofen der Burg heizte, um Brot für die Burg zu backen.“

Von seiner Mutter ist hier nicht die Rede.
Bei der zweiten biographischen Quelle handelt es sich um sechs Verse des Sirventes «Chantarai d'aquestz trobadors», um die vierte Strophe eines Schmählieds, in dem der Trobador Peire d'Alvernhe zwölf Spielleute seiner Zeit verspottet:
01 Chantarai d’aquest trobadors

02 que chantan de manhtas colors,

03 e·l sordejor cuyda dir gen ;
Ich werde von jenen Trobadoren singen,

Die auf manche Art und Weise singen

Und der Schlechteste hält sich noch für genial.
Nachdem Pierre d'Auvergne in den ersten drei Strophen („coblas“) dieses Sirventes seine Troubadour-Kollegen Peire Rogiers und Guiraut de Borneill verspottet hat, macht er sich in der vierten „cobla“ über « Bernatz de Ventadorn » lustig, als „den Dritten in der Reihe“ (« el ters » Vers 19), indem er dessen niedere Herkunft betont.
Bernarts Vater wird als einfacher Krieger und Bogenschütze geschildert (Verse 21/22), seine Mutter als simple Dienstmagd, welche den Backofen heizte und Reisig einsammelte (Verse 23/24).
19 E·l ters Bernatz de Ventadorn,

20 qu’es menres d’en Bornel un dorn ;

21 mas en son pair’ac bon sirven

22 per trair’ab arc manal d’alborn,

23 e sa maire calfava·l forn

24 et amassava l’issermen.
Und der dritte, Bernart de Ventadorn,

Steht eine Handbreit unter Guiraut de Borneill;

Aber sein Vater war ein guter Kriegsmann

Der einen handgemachten Bogen aus Splintholz spannte

Und seine Mutter heizte den Backofen

Und sammelte Brennholz.
Die erste Quelle, die Vida des Spielmanns Uc de Saint Circs, ist ausführlicher. In der Handschrift Chansonnier provençal „N2“ umfasst diese Lebensbeschreibung Bernart de Ventadorns 53 Zeilen. Sie erzählt, Bernart habe eine Beziehung mit der Vizegräfin Marguerite de Turenne, der Ehefrau seines Lehnsherrns, des Vizegrafen Eble III von Ventadour, unterhalten. Deswegen habe sich der Vizegraf im Jahre 1153 von seiner Frau getrennt und Bernart verbannt. Daraufhin sei Bernart de Ventadorn an den normannischen Hof der okzitanischen Herzogin Eleonore von Aquitanien gezogen. Sie war eine Enkelin Wilhelms IX., des Herzogs von Aquitanien und Grafen von Poitiers, der in der Literaturgeschichte als erster Trobador gilt. Wegen der poetischen Qualität seiner Kunst habe Eleonore, die „Königin der Troubadoure“, Bernart mit offenen Armen in ihre Dienste aufgenommen.
Im Jahre 1152, nur acht Wochen nach der Annullierung ihrer Ehe mit dem französischen König Ludwig VII., hatte Eleonore Heinrich Plantagenet, den Herzog der Normandie geheiratet. Als ihr zweiter Ehemann kurz darauf als Heinrich II. zum König von England gekrönt werden sollte, begleitete sie ihn ins Land der Angelsachsen. Uc de Saint Circs Vida berichtet, Bernart sei in der Normandie geblieben.
Der Romanist und Herausgeber einer kritischen Ausgabe Bernart von Ventadorns Liedern, Carl Appel, kommt nach seinen Studien zu einem anderen Ergebnis. Bernart de Ventadorn sei seiner Mäzenin und Muse Eleonore nach England gefolgt und habe dort 1154 der Königskrönung Heinrichs II. beigewohnt. Am anglonormannischen Königshofe habe der Trobador weiterhin in seiner okzitanischen Muttersprache dichten und singen können.
Nach Gefangennahme und Einkerkerung der verschwörerischen Eleonore durch ihren Ehemann, König Heinrich II., habe der Troubadour um 1174 England verlassen und sei in den Dienst des Grafen Raimond V. von Toulouse eingetreten. 1194, nach dem Tode des Grafen habe er sich vom weltlichen Leben ins Zisterzienserkloster von Dalon zurückgezogen und habe dort sein Leben beendet. Im Jahre 1194 wurde der berühmte Troubadour Bertran de Born ebenfalls Mönch im Kloster Dalon.

## Werk

### 45 cansos d'amors
Bernart de Ventadorn wird die Autorschaft von etwa 45 Liebesliedern, altokzitanisch «cansos», zuerkannt.

„Von Bernart de Ventadorn sind nur Liebeskanzonen überliefert, und dieser Trobador gilt zu Recht als einer der größten Vertreter der Liebeslyrik überhaupt.“

Der Okzitanist Carl Appel hat im Rahmen der Edition seiner kritischen Ausgabe Bernart von Ventadorns Lieder Varianten aus mehr als zwanzig Handschriften akribisch miteinander verglichen, wobei seiner Meinung nach keinem bestimmten Manuskript eine Vorrangrolle zukomme. Carl Appels Bernart de Ventadorn-Ausgabe umfasst 45 Lieder, davon seien 41 sicherer Zuweisung und vier weitere unsicherer Zuweisung. Außerdem hat Carl Appel noch 23 Lieder anderer Trobadore in seine Edition aufgenommen, welche vereinzelt Bernart de Ventadorn zugeschrieben werden.

### Non es meravelha s'eu chan
In seiner Kanzone Non es meravelha s'eu chan, der canso Nr.31 in Carl Appels Edition (BdT 70,31), stellt der Dichter Bernart de Ventadorn sein Licht nicht unter den Scheffel. Er hält sich für den besten Trobador und den besten Liebhaber und drückt dies in der ersten Strophe ungewunden aus:
01 Non es meravelha s'eu chan

02 Melhs de nul autre chantador,

03 Que plus me tra.l cors vas amor

04 E melhs sui faihz a so coman.

05 Cor e cors e saber e sen

06 E fors' e poder i ai mes ;

07 Si.m tira vas amor lo fres

08 Que vas autra part no.m aten.

09 Ben es mortz qui d'amor no sen

10 Al cor cal que dousa sabor!

11 E que val viure ses amor

12 Mas per enoi far a la gen?

13 Ja Domnedeus no.m azir tan

14 Qu'eu ja pois viva jorn ni mes.

15 Pois que d'enoi serai mespres

16 Ni d'amor non aurai talan.

17 Per bona fe e ses enjan

18 Am la plus bel' e la melhor.

19 Del cor sospir e dels olhs plor,

20 Car tan l'am eu, per que i ai dan.

21 Eu que.n posc mais, s'Amors me pren,

22 E las charcers en que m'a mes,

23 No pot claus obrir mas merces,

24 E de merce no.i trop nien

25 Aquest' amors me fer tan gen

26 Al cor d'una dousa sabor:

27 Cen vetz mor lo jorn de dolor

28 E reviu de joi autras cen.

29 Ben es mos mals de bel semblan,

30 Que mais val mos mals qu'autre bes!

31 E pois mos mals aitan bos m'es,

32 Bos er lo bes apres l'afan .

33 Ai Deus car se fosson trian

34 D'entrels faus li fin amador,

35 E.lh lauzenger e.lh trichador

36 Portesson corns el fron denan

37 Tot l'aur del mon e tot l'argen

38 I volgr'aver dat, s'eu l'agues,

39 Sol que ma domna conogues

40 Aissi com eu l'am finamen.

41 Cant eu la vei, be m'es parven

42 Als olhs, al vis, a la color,

43 Car aissi tremble de paor

44 Com fa la folha contra.l ven.

45 Non ai de sen per un efan,

46 Aissi sui d'amor entrepres!

47 E d'ome qu'es aissi conques,

48 Pot domn' aver almorna gran.

49 Bona domna, re no.us deman

50 Mas que.m prendatz per servidor,

51 Qu'e.us servirai com bo senhor,

52 Cossi que del gazardo m'an.

53 Ve.us m'al vostre comandamen,

54 Francs cors umils, gais e cortes

55 Ors ni leos non etz vos ges ,

56  Que.m aucizatz, s'a vos me ren.

57 A Mo Cortes, lai on ilh es,

58 Tramet lo vers, e ja no.lh pes

59 Car n'ai estat tan lonjamen.
Es ist kein Wunder, wenn ich besser singe

Als irgendein anderer Sänger,

Zieht mich das Herz doch mehr zur Liebe hin,

Und besser geschaffen bin für ihr Gebot.

Herz und Körper und Wissen und Sinn

Und Kraft und Können hab' ich eingesetzt,

So sehr ziehen mich die Zügel hin zur Liebe,

Dass mich nichts in eine andere Richtung lenkt.

Ganz tot ist, wer der Liebe

süßen Geschmack nicht im Herzen spüret!

Und was bringt es, ohne Liebe zu leben,

Als andere Leute zu verdrießen?

Möge der Herrgott mich nicht derart hassen,

Als dass ich auch nur einen Tag, nur einen Monat

In Verdruss und Kummer lebe,

Ohne nach der Liebe Lust zu verlangen.

Aufrichtig und ohne List

Liebe ich die Schönste und die Beste.

Aus dem Herzen seufze und aus den Augen weine ich,

Denn so sehr liebe ich, dass es mir schadet.

Was kann ich noch tun, wenn Liebe mich ergreift

Und sich der Kerker, in den sie mich gesteckt hat,

Nicht mehr öffnen lässt, außer durch Gnade,

Und wenn Gnade nicht zu finden ist?
In diesem Loblied auf die Liebe, die sein höchstes Gut und seinen einzigen Lebenssinn bedeutet, bedient sich der Trobador einer komplexen Metrik, einer raffinierten Reimtechnik.
Das Versmaß gehorcht dem silbenzählenden Prinzip. Alle 59 Verse sind Achtsilber. Die Kanzone gliedert sich in sieben achtzeilige Strophen. Jede Strophe ist in zwei Vierzeiler strukturiert. Das Reimschema erstreckt sich über zwölf „Quatrains“. Es sind vierzehn umarmende Reimen (abba cddc cbbc adda abba cddc cbbc adda abba cddc cbbc adda abba cddc).
Die Meisterhaftigkeit der formalen Dichtkunst Bernart de Ventadorns zeigt sich hier in der Anwendung der coblas capcaudadas-Technik, einer raffinierten Art der Strophenverknüpfung: Der Schlussreim einer Strophe bildet den Anfangsreim der darauffolgenden Strophe (CC AA CC AA CC AA).

### Bibliographien
- «BdT» (Kürzel): Alfred Pillet, Henry Carstens: Bibliographie der Troubadours, Max Niemeyer Halle 1933. Ristampa anastatica dell'edizione Halle (Saale), Max Niemeyer Verlag, 1933, a cura di Paolo Borso e Roberto Tagliani. Ledizioni Milano 2013, ISBN 978-88-95994-64-2. (460 namentlich bekannte Troubadoure sind alphabetisch durchnummeriert. Bernart de Ventadorn trägt die Nummer 70.)
- Les Troubadours — Une bibliographie: Online-Bibliographie — auf einem Server der Brigham Young University.
- Alfred Jeanroy: Bibliographie sommaire des chansonniers provençaux. Manuscrits et éditions. Éditions Honoré Champion, Paris 1916. als PDF online — auf Internet Archive.
- ARLIMA — Les archives de la littérature du Moyen Âge
- RI-Opac — Literaturdatenbank für die mediävistische Forschung:  RI-Opac
- Literatur von und über Bernart de Ventadorn im Katalog der Deutschen Nationalbibliothek

### Biographien
- Jean Boutière und Alexander Herman Schutz: Biographies des Troubadors. Textes provençaux des XIIIe et XIVe siècles, Toulouse 1950, Neuauflage 1972, ISBN 0-8337-4000-8.
- (FR) Camille Chabaneau: Les biographies des troubadours en langue provençale, Edouard Privat Toulouse, 1885:    „VIII. Bernart de Ventadour“ — (Im Abschnitt „I Aquitaine“).
- Margarita Egan (Hrsg. und Übersetzerin): Les vies des Troubadours, Union Générale d'éditions, Paris 1985, pp. 54–57, ISBN 2-264-00638-2. (Das Buch enthält die Vidas von 61 Trobadors sowohl in okzitanischer als auch französischer Sprache. Bernart de Ventadorn trägt die Nummer 12)
- (IT) Nicola Zingarelli: Ricerche sulla vita e le rime di Bernart de Ventadorn. In: Studi medievali, vol. 1 (1905), S. 594.
  - (FR) Rezension von: Alfred Jeanroy, in: Romania, vol. 36, no. 141, 1907, pp. 116–120: auf Jstor.

### Überlieferungsgeschichte, Handschriften
- Gustav Gröber: Die Liedersammlungen der Troubadours untersucht von Gustav Gröber, Straßburg 1877, in: Romanische Studien 2, S. 337–670: eingeschränkte Vorschau in der Google-Buchsuche
- Handschrift „K“, Chansonnier provençal, Liederhandschrift aus der zweiten Hälfte des XIII. Jahrhunderts. Digitalisiert ist sie bei Gallica abrufbar.[30][31] Beschreibung der Handschrift K bei Gustav Gröber, op.cit. S. 465 ff. eingeschränkte Vorschau in der Google-Buchsuche

### Editionen
- Carl Appel: Bernart von Ventadorn, seine Lieder, mit Einleitung und Glossar (kritische Ausgabe), Niemeyer Halle a.S. 1915, online auf Internet Archive.
- (EN) Ronnie Apter (Hrsg.): Bilingual Edition of the Love Songs of Bernart De Ventadorn in Occitan and English: Sugar and Salt.Studies in Mediaeval Literature, Band 17, 1999, ISBN 978-0-7734-8009-4
  - (EN) Rezension von Walter Blue Blue, in: Speculum, vol. 77, no. 4, 2002, pp. 1236–1239, Review on JSTOR.
- (FR) Luc de Goustine (Hrsg.) : Fou d'amour. Chansons de Bernard de Ventadour. Zweisprachige Ausgabe Okzitanisch/Französisch, Verlag fédérop, Gardonne 2016. ISBN 978-2-85792-229-2. (22 cansos, jeweils mit Kommentar).
- (FR) Moshe Lazar (Hrsg.): Chansons d’amour de Bernart de Ventadorn. Edition critique intégrale par Moshe Lazar. Éditions Carrefour Ventadour, Paris, 2001, ISBN 2-9516848-0-0.
  - (FR) Rezension von Guy Mermier, in: The French Review, vol. 43, no. 1, 1969, pp. 195–196, (FR) Rezension auf JSTOR.
- (IT) Mario Mancini: Canzoni / Bernart de Ventadorn.  A cura di Mario Mancini, Verlag Carocci, Rom 2003, ISBN 978-88-430-2444-5.
- (EN) Stephen G. Nichols (Hrsg.): The Songs of Bernart de Ventadorn, University of North Carolina at Chapel Hill Department of Romance Studies, Band 39, 2017, ISBN 978-0-8078-9039-4. (Ausgabe mit Noten): Informationen auf JSTOR

### Anthologien
- (CA) und (DE) Corpus des Troubadours: online-Anthologie (català) — auf dem Server des Institut d’Estudis Catalans, Barcelona
- Erhard Lommatzsch: Provenzalisches Liederbuch. Lieder der Troubadours mit einer Auswahl biographischer Zeugnisse, Nachdichtungen und Singweisen. Weidmannsche Buchhandlung, Berlin 1870. Darin S. 26–46, S. 277–289, S. 425–4128: Bernart de Ventadorn. PDF online.
- Dietmar Rieger (Hrsg. & Übers.): Mittelalterliche Lyrik Frankreichs I. Lieder der Trobadors. Zweisprachig Provenzalisch / Deutsch. Reclam Universal-Bibliothek 7620, Stuttgart 1980 (Kapitel XVI/XVII: Bernart de Ventadorn, S. 108–119, dazu Kommentar des Hrsg., S. 263–269), ISBN 3-15-007620-X.

### Sekundärliteratur

#### Philologische Studien
- Heinz Bergner (Hrsg.): Lyrik des Mittelalters I. Probleme und Interpretation. Reclam 7896, Stuttgart 1983, ISBN 3-15-007897-0.
- (FR) Jean-Charles Huchet: La Dame et le Troubadour. « Fin'amors » et mystique chez Bernard de Ventadorn, in: Littérature, No. 47, Le lit la Table, octobre  1982, pp. 12–30, PDF auf JSTOR und auf Persée.
- (FR) René Nelli: L’Érotique des Troubadours, Privat Toulouse 1997, ISBN 978-2-7089-8607-7.
- Dietmar Rieger: Die altprovenzalische Lyrik, in: Heinz Bergner (Hrsg.): Lyrik des Mittelalters, Reclam 7896, Stuttgart 1983, S. 232, ISBN 978-3-15-007897-6

#### (Kultur)geschichtliche Schriften
- Régine Pernoud: Königin der Troubadoure. Eleonore von Aquitanien. dtv 1461, 15. Aufl. München 1979, pp. 145–160, ISBN 3-423-30042-6.
- Ralph V. Turner: Eleanor of Aquitaine: Queen of France, Queen of England. Yale University Press 2009, ISBN 978-0-300-11911-4.
  - deutsche Ausgabe: Eleonore von Aquitanien – Königin des Mittelalters, C. H. Beck, München 2012, ISBN 978-3-406-63199-3.
- Marilyn Yalom: Wie die Franzosen die Liebe erfanden. 900 Jahre Leidenschaft, Graf Verlag 2013, ISBN 978-3-86220-038-2. (Kapitel 1 Die Minne — Wie die Franzosen die höfische Liebe erfanden.), S. 23–65, Google Books.
  - (EN) Originalausgabe: How the French Invented Love. Nine Hundred Years of Passion and Romance Harper Perennial 2012, ISBN 978-0-06-204831-8. Chapter one Courtly Love, S. 25–57.
  - (FR) Marilyn Yalom: Comment les Français ont inventé l'amour : Neuf siècles de passion et de romance (Essais), Verlag Galaad, Paris 2013, ISBN 978-2-35176-250-9. (Chapitre 1 L’Amour courtois, pp. 25–58).

### Wörterbücher
- Altokzitanisches Wörterbuch — Altokzitanisch – Französisch: (DOM) Dictionnaire de l’occitan médiéval: DOM online.

## Einspielungen
- Chansons D'Amour,  Ab Joi Mou Lo Vers E.l Momens und Pois Preyatz Me, Senhor, auf der LP Bernart De Ventadorn / Martim Codax Chansons D'Amour / Canciones De Amigo - Studio Der Frühen Musik beim Label EMI, 1973
- The Testament Of Tristan (Songs Of Bernart De Ventadorn) beim Label Hyperion Records, 1986
- Le Fou Sur Le Pont beim Label Erato Records, 1994

## Einzelbelege
1. ↑  Ursula Peters: Das Ich im Bild: Die Figur des Autors in volkssprachigen Bilderhandschriften des 13. bis 16. Jahrhunderts, Verlag Böhlau, Köln 2008, ISBN 978-3412188061 — eingeschränkte Vorschau in der Google-Buchsuche.
2. ↑  Chansonnier provençal „K“ — auf Gallica
3. ↑  „BdT“ 70.: 460 namentlich bekannte Troubadoure sind in der Bibliographie der Troubadours (Kürzel „BdT“) alphabetisch aufgelistet und durchnummeriert. Bernart de Ventadorn trägt die Nummer 70. — Alfred Pillet, Henry Carstens: Bibliographie der Troubadours, Max Niemeyer Halle 1933. Ristampa anastatica dell'edizione Halle (Saale), Max Niemeyer Verlag, 1933, a cura di Paolo Borso e Roberto Tagliani. Ledizioni Milano 2013, ISBN 978-88-95994-64-2.
4. ↑  Lerchenlied — zweisprachig (Memento des Originals vom 13. September 2003 im Internet Archive)  Info: Der Archivlink wurde automatisch eingesetzt und noch nicht geprüft. Bitte prüfe Original- und Archivlink gemäß Anleitung und entferne dann diesen Hinweis.
5. ↑  BdT 70,43. — Das Lerchenlied — Altokzitanisch und Deutsch
6. ↑  Dietmar Rieger: Die altprovenzalische Lyrik, in: Heinz Bergner (Hrsg.): Lyrik des Mittelalters, Reclam 7896, Stuttgart 1983, S. 232, ISBN 978-3-15-007897-6
7. ↑  Recueil des poésies des troubadours, contenant leurs vies. auf Gallica
8. ↑  Mit „Provenzalisch“ wurde in der älteren Romanistik, aber oft auch im allgemeinen Sprachgebrauch, die Gesamtheit der okzitanischen Dialekte bezeichnet. In dieser Bedeutung wird heute die Bezeichnung „Okzitanisch“ vorgezogen.
9. ↑  (FR) Joseph Salvat: Provençal ou occitan? In: Annales du Midi, 1954, S. 229–241:  (FR) Aufsatz auf Persée
10. ↑  BdT = Bibliographie des Troubadours.
11. ↑  Alle Übersetzungen aus dem Altokzitanischen ins Deutsche stammen vom Hauptautor dieses Artikels.
12. ↑  Recueil des poésies des troubadours, contenant leurs vies. auf Gallica
13. ↑  (BdT 323,11), Chantarai d'aquest trobadors — auf Corpus des troubadours des Institut d’Estudis Catalans, Barcelona
14. ↑   In einer Vida wird Guiraut de Borneill « maestre dels trobadors », Meister der Troubadours, genannt. Siehe auch: Guiraut de Borneill — auf trobar.org.
15. ↑  Jean Boutière und Alexander Herman Schutz: Biographies des Troubadors, XIV Bernart de Ventadour, p.pp. 26–28
16. ↑  Régine Pernoud: Königin der Troubadoure. Eleonore von Aquitanien. dtv 1461, 15. Aufl. München 1979, pp. 145–160, ISBN 3-423-30042-6.
17. ↑  Carl Appel: Bernart von Ventadorn, seine Lieder, mit Einleitung und Glossar (kritische Ausgabe), Niemeyer Halle a.S. 1915, online auf Internet Archive
18. ↑  Régine Pernoud: Königin der Troubadoure. Eleonore von Aquitanien. dtv 1461, 15. Aufl. München 1979, pp. 145–160, ISBN 3-423-30042-6.
19. ↑  Luc de Goustine: Fou d'amour, S. 22
20. ↑  Geneviève Hasenohr/Michel Zink (Hrsg.): Dictionnaire des Lettres Françaises, Le Moyen Âge. Fayard, Paris 1964, S.167, ISBN 978-2-253-05662-1.
21. 1 2  Carl Appel: Bernart von Ventadorn, seine Lieder, mit Einleitung und Glossar (kritische Ausgabe), Niemeyer Halle a.S. 1915, online auf Internet Archive
22. ↑  siehe Artikel in der französischsprachigen Wikipedia: (FR) Canso
23. ↑  Carl Appel: Bernart von Ventadorn, seine Lieder, mit Einleitung und Glossar (kritische Ausgabe), Niemeyer Halle a.S. 1915: Seite CXLIII
24. ↑  siehe Carl Appel op. cit.: Inhaltsverzeichnis S. 403—404
25. ↑  BnF ms. 12473 Folium 16v — Diese Handschriftseite des Chansonnier provençal überliefert die canso «Non es maravelha s'eu chan».
26. ↑  Text bei Wikisource
27. ↑  Die Aussprache kann man der gesungenen Version des Liedes entnehmen
28. ↑  Die Übersetzung aus dem Altokzitanischen ins Deutsche stammt vom Hauptautor dieses Artikels, in Anlehnung an Luc de Goustine: Fou d'amour op. cit. S.143, an Carl Appel: Bernart de Ventadour, seine Lieder op. cit. S.193 und an Dietmar Rieger: Lieder der Trobadors op.cit. S. 115
29. ↑  Dietmar Rieger (Hrsg. & Übers.): Mittelalterliche Lyrik Frankreichs I. Lieder der Trobadors, pp. 266/267.
30. ↑  Handschrift K
31. ↑  (FR) Beschreibung der Handschrift K

| Personendaten    | Personendaten                                |
| ---------------- | -------------------------------------------- |
| NAME             | Bernart de Ventadorn                         |
| ALTERNATIVNAMEN  | Bernart de Ventadour, Bernard de Ventadour   |
| KURZBESCHREIBUNG | französischer Troubadour, Komponist und Poet |
| GEBURTSDATUM     | 12. Jahrhundert                              |
| STERBEDATUM      | 12. Jahrhundert                              |